# Parrocchie della diocesi di Ascoli Piceno

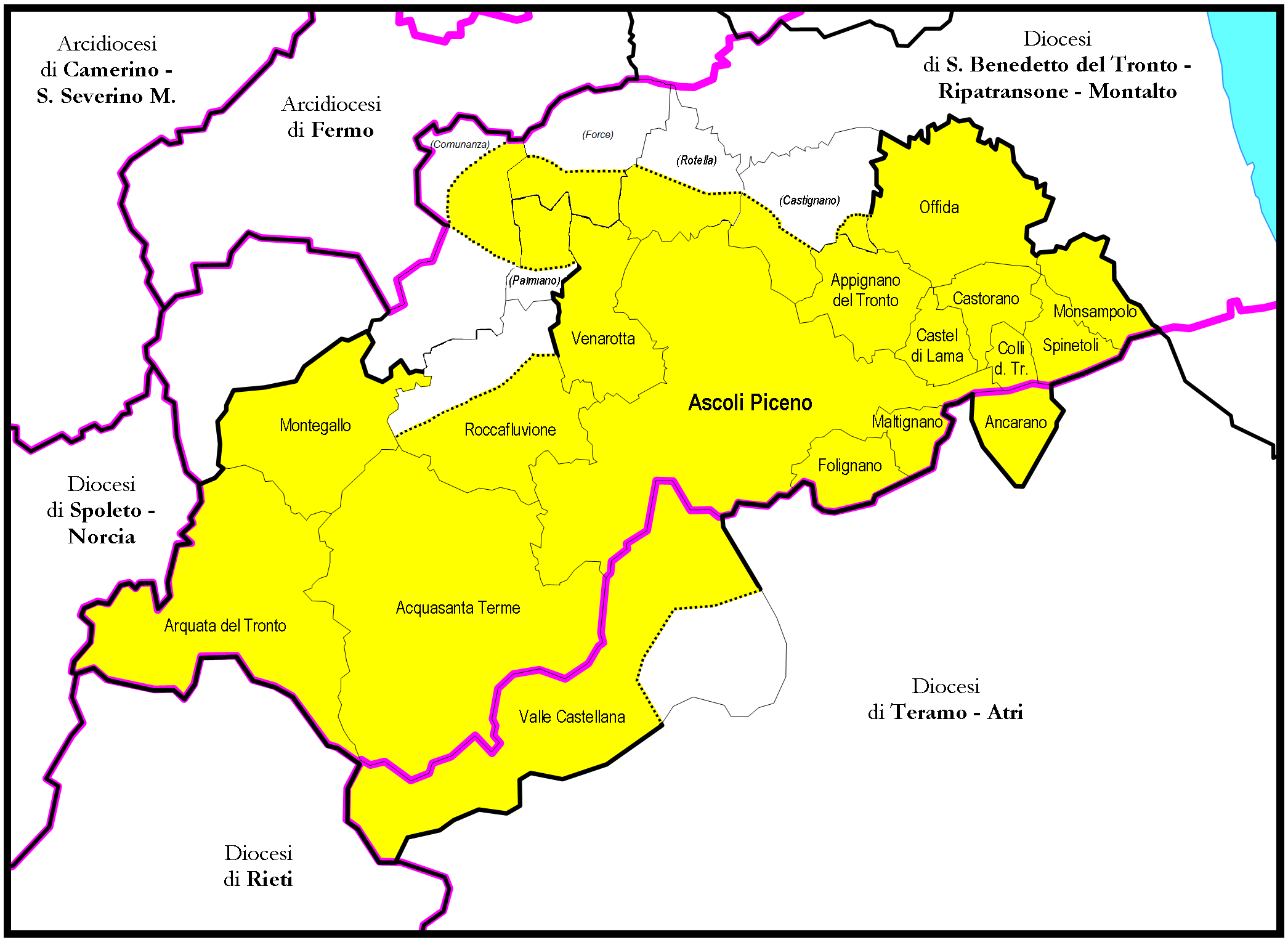
Il territorio della diocesi

Le parrocchie che compongono la diocesi di Ascoli Piceno sono 70.

## Vicarie
Questa diocesi è organizzata in quattro vicarie.

### Vicaria della Città
| Parrocchia                           | Patrono                          | Comune        | Frazione/Quartiere      | Web |
| ------------------------------------ | -------------------------------- | ------------- | ----------------------- | --- |
| Ascoli - Cattedrale                  | Santa Maria Madre di Dio         | Ascoli Piceno | Centro                  |     |
| Ascoli - Crocifisso                  | Santissimo Crocifisso            | Ascoli Piceno | Centro - Porta Romana   |     |
| Ascoli - San Giacomo della Marca     | San Giacomo della Marca          | Ascoli Piceno | Borgo Solestà           |     |
| Ascoli - San Marcello                | San Marcello                     | Ascoli Piceno | Porta Maggiore          |     |
| Ascoli - San Pietro Martire          | San Pietro Martire               | Ascoli Piceno | Centro                  |     |
| Ascoli - Santa Maria Goretti         | Santa Maria Goretti              | Ascoli Piceno | Porta Maggiore          |     |
| Ascoli - Sant'Angelo Magno           | Sant'Angelo Magno                | Ascoli Piceno | Centro                  |     |
| Ascoli - SS. Filippo e Giacomo       | Santi Filippo e Giacomo Apostoli | Ascoli Piceno | Santi Filippo e Giacomo |     |
| Borgo Solestà                        | San Bartolomeo Apostolo          | Ascoli Piceno | Borgo Solestà           |     |
| Brecciarolo                          | San Giovanni Evangelista         | Ascoli Piceno | Brecciarolo             |     |
| Campo Parignano - Sacro Cuore        | Sacro Cuore di Gesù              | Ascoli Piceno | Campo Parignano         |     |
| Campo Parignano - SS. Pietro e Paolo | Santi Pietro e Paolo Apostoli    | Ascoli Piceno | Campo Parignano         |     |
| Monticelli                           | Santi Simone e Giuda Taddeo      | Ascoli Piceno | Monticelli              |     |
| Porta Maggiore                       | Cuore Immacolato di Maria        | Ascoli Piceno | Porta Maggiore          |     |

### Vicaria di Acquasanta e Ascensione-Fluvione
| Parrocchia               | Patrono                    | Comune             | Frazione/Quartiere     | Web |
| ------------------------ | -------------------------- | ------------------ | ---------------------- | --- |
| Acquasanta Terme         | San Giovanni Battista      | Acquasanta Terme   | centro                 |     |
| Arli                     | Santissima Annunziata      | Acquasanta Terme   | Arli                   |     |
| Borgo-Arquata del Tronto | Santissimo Salvatore       | Arquata del Tronto | centro e Borgo         |     |
| Centrale                 | Sant'Emidio                | Acquasanta Terme   | Centrale               |     |
| Paggese                  | San Lorenzo Martire        | Acquasanta Terme   | Paggese                |     |
| Pescara del Tronto       | Santa Croce                | Arquata del Tronto | Pescara del Tronto     |     |
| Pretare                  | Santa Maria                | Arquata del Tronto | Pretare                |     |
| Quintodecimo             | Santa Maria                | Acquasanta Terme   | Quintodecimo           |     |
| San Martino              | San Martino Vescovo        | Acquasanta Terme   | San Martino            |     |
| Santa Maria              | Santissimo Crocifisso      | Acquasanta Terme   | Santa Maria del Tronto |     |
| Spelonga                 | Sant'Agata                 | Arquata del Tronto | Spelonga               |     |
| Trisungo                 | Beata Vergine delle Grazie | Arquata del Tronto | Trisungo               |     |
| Umito                    | San Sebastiano             | Acquasanta Terme   | Umito                  |     |
| Roccafluvione            | Santo Stefano Protomartire | Roccafluvione      | centro                 |     |
| Balzo                    | San Bernardino da Siena    | Montegallo         | Balzo                  |     |
| Castel di Croce          | San Severino               | Rotella            | Castel di Croce        |     |
| Castel San Pietro        | San Pietro Apostolo        | Palmiano           | Castel San Pietro      |     |
| Cerreto                  | Santissimo Salvatore       | Venarotta          | Cerreto                |     |
| Gimigliano               | Santi Quirico e Giulitta   | Venarotta          | Gimigliano             |     |
| Mozzano                  | Santi Cosma e Damiano      | Ascoli Piceno      | Mozzano                |     |
| Santa Maria in Lapide    | Santa Maria                | Montegallo         | Santa Maria in Lapide  |     |
| Uscerno                  | San Savino                 | Montegallo         | Uscerno                |     |
| Vallorano                | San Giorgio Martire        | Venarotta          | Vallorano e Castellano |     |
| Venagrande               | Santa Maria Assunta        | Ascoli Piceno      | Venagrande             |     |
| Venarotta                | Santi Cosma e Damiano      | Venarotta          | centro                 |     |

### Vicaria di Marino del Tronto
| Parrocchia            | Patrono                        | Comune           | Frazione/Quartiere | Web |
| --------------------- | ------------------------------ | ---------------- | ------------------ | --- |
| Marino del Tronto     | San Benedetto Abate            | Ascoli Piceno    | Marino del Tronto  |     |
| Brecciarolo           | Santa Rita da Cascia           | Ascoli Piceno    | Brecciarolo        |     |
| Carpineto             | Santa Maria della Perseveranza | Ascoli Piceno    | Carpineto          |     |
| Caselle di Maltignano | San Marco Evangelista          | Maltignano       | Caselle            |     |
| Castel Trosino        | San Lorenzo Martire            | Ascoli Piceno    | Castel Trosino     |     |
| Folignano             | San Gennaro                    | Folignano        | centro             |     |
| Lisciano              | San Michele Arcangelo          | Ascoli Piceno    | Lisciano           |     |
| Maltignano            | Beata Vergine delle Grazie     | Maltignano       | centro             |     |
| Piagge                | San Bartolomeo Apostolo        | Ascoli Piceno    | Piagge             |     |
| Piane di Morro        | Santa Lucia                    | Folignano        | Piane di Morro     |     |
| Piano Annunziata      | Santissima Annunziata          | Valle Castellana | Piano Annunziata   |     |
| Poggio di Bretta      | San Giovanni Battista          | Ascoli Piceno    | Poggio di Bretta   |     |
| San Vito della Valle  | San Vito                       | Valle Castellana | San Vito           |     |
| Villa Pigna           | San Luca Evangelista           | Folignano        | Villa Pigna        |     |

### Vicaria di Offida e Vallata del Tronto
| Parrocchia            | Patrono                       | Comune                        | Frazione/Quartiere                        | Web |
| --------------------- | ----------------------------- | ----------------------------- | ----------------------------------------- | --- |
| Offida                | Santa Maria Assunta           | Offida                        | centro                                    |     |
| Appignano del Tronto  | San Giovanni Battista         | Appignano del Tronto          | centro                                    |     |
| Borgo Miriam          | Beata Vergine del Rosario     | Offida                        | Borgo Miriam                              |     |
| Castorano             | Santa Maria della Visitazione | Castorano                     | centro e Pescolla                         |     |
| Ripaberarda           | Sant'Egidio Abate             | Castignano                    | Ripaberarda                               |     |
| San Lazzaro           | San Lazzaro                   | Offida                        | San Lazzaro                               |     |
| Santa Maria Goretti   | Santa Maria Goretti           | Offida                        | Santa Maria Goretti e Strada delle Pietre |     |
| Monsampolo del Tronto | Santa Maria Assunta           | Monsampolo del Tronto         | centro                                    |     |
| Ancarano              | Santa Maria della Pace        | Ancarano                      | centro                                    |     |
| Castel di Lama        | Santa Maria                   | Castel di Lama                | centro                                    |     |
| Colli del Tronto      | Santa Felicita                | Colli del Tronto              | centro                                    |     |
| Pagliare del Tronto   | San Paolo Apostolo            | Spinetoli                     | Pagliare del Tronto                       |     |
| Spinetoli             | Maria Santissima Assunta      | Spinetoli                     | centro                                    |     |
| Stella                | Santa Maria Madre di Gesù     | Monsampolo del Tronto         | Stella                                    |     |
| Villa San Giuseppe    | San Giuseppe                  | Colli del Tronto              | Villa San Giuseppe                        |     |
| Villa San Pio X       | San Pio X                     | Spinetoli                     | Villa San Pio X                           |     |
| Villa Sant'Antonio    | Sant'Antonio Abate            | Ascoli Piceno, Castel di Lama | Villa Sant'Antonio                        |     |